# Taradeu
Taradèu (en francès Taradeau) és un municipi francès situat al departament del Var i a la regió de Provença – Alps – Costa Blava.

## Demografia
| 1962                                       | 1968 | 1975 | 1982 | 1990  | 1999  | 2006  |
| ------------------------------------------ | ---- | ---- | ---- | ----- | ----- | ----- |
| 367                                        | 421  | 535  | 774  | 1.151 | 1.619 | 1.685 |
| Des de 1962: població sense dobles comptes |      |      |      |       |       |       |

## Administració
| Període   | Identitat        | Partit |
| --------- | ---------------- | ------ |
| 1925-1935 | Camille Cauvin   |        |
| 1935-1944 | Jean Banivello   |        |
| 1944-1953 | Camille Cauvin   |        |
| 1953-1977 | Jean Reynier     |        |
| 1977-1995 | Victor David     |        |
| 1995-     | Gilbert Galliano |        |

## Agermanaments
- Röhrmoos